# Талісін
Талісін (перс. تليسين) — село в Ірані, у дегестані Шуиїл, у бахші Рахімабад, шагрестані Рудсар остану Ґілян. За даними перепису 2006 року, його населення становило 20 осіб, що проживали у складі 8 сімей.